# 柏树镇 (武威市)
柏树镇，原为柏树乡，是中华人民共和国甘肃省武威市凉州区下辖的一个乡镇级行政单位。2018年3月撤乡设镇。区划代码改为620602134。

## 行政区划
柏树镇下辖以下地区：
清水村、中畦村、接引村、右三村、小寨村、下五畦村、桥儿村、张寨村、杨寨村和柏树村。